# 石井三雄
石井 三雄（いしい さんゆう、1931年4月15日  - 2021年）は、日本の政治家。元狛江市長（3期）。

## 概要

### 市長になるまで
東京都狛江市出身。1971年には狛江市議会議員に初当選し、以降4期16年務めた。その間には市議会議長も務めている。そして1984年、吉岡金四郎の後を引き継ぎ、市長となった。

### 市長時代
市長時代には小田急電鉄複々線事業によって高架駅舎となるため、当時の市議（後の市長となる）矢野裕は議会で「車椅子利用者のためにエレベーターの設置すべき」という主張に対して、それに賛同して当時エスカレーターの設置で十分という考えだった小田急に対してエレベーター設置を要請した。そのほかの取り組みは狛江駅北口整備、北口地下駐車場整備、災害対策、あいとぴあセンター建設などを積極的に推進した。しかしながらその影には市の借金を306億にまで膨れ上がらせてしまい、財政運営は厳しいものになってしまった。

### バカラ賭博騒動
1996年6月12日、市議会議長高木光に突然、負債整理を理由に辞職願を出した。十数年間韓国に通い、7万円するホテルに泊まり、カジノのVIPルームで1枚14万円もするコインを数十枚も毎回掛けていた。逮捕される年では合計32日韓国に滞在しカジノで6000万円も使ったことで十数億円の負債を抱えてしまった。さらには連帯保証人になっていたゴルフ用品、不動産、出版の会社が倒産してしまったためであった。今まであった土地が売り払われ、債権者である暴力団の脅迫に耐え切れなくなり失踪した。それにより一時期市長不在になり、市が住民税などの滞納対策として石井の所有地の一部を差し押さえたり、給与返還を求め住民審査請求を市民クラブが行う事態になった。

## その後
約1か月後中部地方で出家して僧服姿となってマスコミの取材に応じ、市民に謝罪した。その後、この件とは別の収賄容疑で逮捕された。1998年に二審で懲役2年、追徴金400万円の判決が下り、服役した。1974年に狛江市公園用地として土地を寄付したことで紺綬褒章受章及び寄付の功績顕著による木杯一組を賜り、1995年春の褒章で藍綬褒章を受章しているが、1998年2月14日、褒章をともに褫奪された｡
一方狛江市は日本共産党員である矢野裕が市長になり革新自治体になった。その後も野党が対立候補を出しても前市長の失態が原因で落選しており、矢野裕が市長を退くまで続いた。その後、前狛江市議の田辺良彦が矢野市政の継承を掲げて立候補を表明したが結果は東京都公園協会理事長を務めた高橋都彦（民主、自民、公明、生活者ネット推薦）が当選した。
2021年4月27日に行われた狛江市の庁議において、「先日、石井三雄元市長が逝去されました。狛江のまちづくりに貢献された方であり、ここに謹んで哀悼の意を表します」と当時の市長・松原俊雄が発言した。それ以外の情報、死因や死没地、死亡日時などは一切発表されていない。